# Jurij Bereza
Jurij Mykołajowycz Bereza, ukr. Юрій Миколайович Береза (ur. 8 lutego 1970 w Saksahaniu) – ukraiński wojskowy, major milicji, dowódca batalionu „Dnipro-1”, deputowany VIII kadencji.

## Życiorys
W 1991 ukończył uczelnię wojskową w Dniepropetrowsku, do 2003 służył w ukraińskich siłach zbrojnych, m.in. jako zastępca naczelnika sztabu w Charkowie. Przeszedł następnie do pracy w biznesie, obejmując kierownicze stanowiska w prywatnych przedsiębiorstwach. W okresie pomarańczowej rewolucji organizował miasteczko namiotowe w Dniepropetrowsku, działał także w Kongresie Ukraińskich Nacjonalistów.
Powrócił do służby wojskowej w 2014 w okresie konfliktu na wschodniej Ukrainie, został komendantem batalionu „Dnipro-1”, utworzonego w ramach Specjalnych Pododdziałów Ochrony Porządku Publicznego na Ukrainie. Stanął też na czele sztabu obrony narodowej w obwodzie dniepropetrowskim.
Wszedł w skład rady wojskowej partii Front Ludowy. W wyborach parlamentarnych w 2014 kandydował z dziesiątego miejsca na liście krajowej tego ugrupowania, uzyskując mandat posła do Rady Najwyższej.
Odznaczony Orderem Bohdana Chmielnickiego III klasy (2014).